# Ден Аріелі
Ден Аріелі (нар. 29 квітня 1967) — ізраїльсько-американський професор психології та поведінкової економіки. Викладає в Дюкському університеті, є засновником «Центру вдосконалення інтуїції» (англ. The Center for Advanced Hindsight) та співзасновником BEworks [Архівовано 12 вересня 2019 у Wayback Machine.]. Лекції Д. Аріелі на TED були переглянуті близько 5 млн разів.
Автор таких книжок, як «Передбачувана ірраціональність» та «Добре бути ірраціональними», що стали бестселерами за рейтингом газети Нью-Йорк Таймс, а також книги «Чесно про (не)чесність».
Вперше поспілкувався з українськими читачами в онлайні під час карантину через Covid-19 в рамках проєкту Видавництва Старого Лева «Запитай у автора». У розмові — особистий досвід Дена Аріелі, спогади про дитинство, розмірковування про подальші творчі та життєві плани, про вплив пандемії Covid-19 та фінансової кризи на процес ухвалення людьми рішень, думки щодо відмінностей в поведінці між людьми різних культур та країн, зокрема й України, про людську раціональність та ірраціональність, виклики та ставлення до брехні.

## Раннє життя та родина
Ден Аріелі народився у Нью-Йорку, коли його батько навчався на MBA у Колумбійському університеті. Родина повернулася до Ізраїлю, коли Денові було три роки. Він виріс у містечку Рамат-ха-Шарон. У старшій школі брав активну участь у молодіжному русі Ізраїлю. При підготовці до ktovet esh (вогняного напису) для традиційної нічної церемонії вибухнули горючі матеріали, які він змішував. Ден дістав опіки третього ступеня (понад 70 % тіла). Лікування тривало більш ніж три роки. У своїх книгах Аріелі описує, як цей досвід привів його до дослідження того, «як найкраще надавати болісні та неминучі процедури пацієнтам».
Аріелі одружений з Шумі та має двох дітей — сина та дочку.

## Освіта та академічна кар'єра
У Тель-Авівському університеті Аріелі вивчав математичну фізику, але потім перевівся на «Філософію психології», а на останньому році навчання сконцентрувався просто на психології, де і отримав ступінь бакалавра у 1991 році. Він також має ступені магістра (1994) та доктора (1996) по когнітивній психології від Університету Північної Кароліни в Чапел-Хілл. За наполяганням лауреата Нобелівської премії з економіки Деніела Канемана в 1998 році він також отримав ступінь доктора з бізнес-адміністрування в Дюкському університеті.
Після здобуття докторського ступеня він викладав у Массачусетському технологічному інституті (МТІ) у 1998—2008 рр., після чого повернувся до Дюкського університету як видатний професор з психології та поведінкової економіки. Хоча він є професором з маркетингу без офіційного навчання економіці, Аріелі вважається одним з лідируючих поведінкових економістів.
Аріелі є автором книжок:
- «Передбачувана ірраціональність: Таємні сили, які формують наші рішення» (англ. Predictably Irrational: The Hidden Forces That Shape Our Decisions),
- «Добре бути ірраціональними. Як мислити нелогічно та отримувати несподівані переваги» (англ. The Upside of Irrationality: The Unexpected Benefits of Defying Logic at Work and at Home),
- «Чесно про (не)чесність» (англ. The Honest Truth About Dishonesty: How We Lie to Everyone – Especially Ourselves),
- «Ірраціонально Ваш» (англ. Irrationally Yours).

Коли Дена запитали, чи не зробить життя гіршим читання «Передбачуваної ірраціональності» та розуміння власної ірраціональної поведінки (наприклад, схоже зі зняттям ефекту плацебо), він відповів, що короткострокові втрати можуть бути, але довгостроково можуть бути переваги, і читання його книги не зробить ваше життя гіршим.
У 2008 році Аріелі, разом зі співавторами Ребеккою Вабер, Цивом Кармоном та Бабою Шивом, отримав Ігнобелівську премію з медицини за їхнє дослідження, яке продемонструвало, що «підроблені ліки з високою ціною більш ефективні ніж підроблені ліки з низькою ціною.»
На онлайн-курс Аріелі «Посібник початківця в ірраціональній поведінці» на платформі Coursera у 2013 році зареєструвалося 185 398 студентів. Таким чином його курс став одним із наймасовіших на цьому сайті.

### Центр просунутого погляду у минуле
Лабораторія Аріелі, «Центр просунутого погляду у минуле» (англ. Center for Advanced Hindsight) у Дюкському Університеті, здійснює дослідження за напрямками «психологія грошей», «прийняття рішень лікарями та пацієнтами», «подружня зрада», та «соціальна справедливість».

### BEworks
Аріелі є співзасновником BEworks Inc [Архівовано 12 вересня 2019 у Wayback Machine.], компанії, яка застосовує принципи поведінкової економіки до вирішення економічних та політичних задач.

## Публікації

### Книги
- Dollars and Sense: How we misthink money and How to Spend Smarter, 2017, ISBN 9780062651204
- Передбачувана ірраціональність: Таємні сили, які формують наші рішення. 2-ге видання (2012). (англ.), HarperCollins, 2008, с. 304, ISBN 978-0-06-135323-9, OCLC 182521026
- The Upside of Irrationality: The Unexpected Benefits of Defying Logic at Work and at Home, HarperCollins, 2010, с. 352, ISBN 978-0-06-199503-3, OCLC 464593990
- Чесно про (не)чесність. The Honest Truth about Dishonesty, HarperCollins, 2012, с. 255, ISBN 978-0-06-218359-0, OCLC 757484553
- Irrationally Yours, HarperCollins, 2015, с. 219, ISBN 978-0-06-237999-3, OCLC 891610204

### Статті
- Ariely, Dan; Zauberman, Gal (2000), On the making of an experience: The effects of breaking and combining experiences on their overall evaluation (PDF), Journal of Behavioral Decision Making, 13 (2): 219—232, doi:10.1002/(SICI)1099-0771(200004/06)13:2<219::AID-BDM331>3.0.CO;2-P, архів оригіналу (PDF) за 24 жовтня 2012, процитовано 28 травня 2014
- Ariely, Dan (1998), Combining experiences over time: the effects of duration, intensity changes and on-line measurements on retrospective pain evaluations, Journal of Behavioral Decision Making, 11 (1): 19—45, doi:10.1002/(sici)1099-0771(199803)11:1<19::aid-bdm277>3.0.co;2-b, архів оригіналу за 10 грудня 2012, процитовано 28 травня 2014
- Ariely, Dan; Loewenstein, George; Prelec, Drazen (2003), Coherent Arbitrariness: Stable demand curves without stable preferences, Quarterly Journal of Economics, 118 (1): 73—106, doi:10.1162/00335530360535153, архів оригіналу за 4 квітня 2012, процитовано 28 травня 2014
- Ariely, Dan; Carmon, Ziv (2000), Gestalt Characteristics of Experiences: The Defining Features of Summarized Events (PDF), Journal of Behavioral Decision Making, 13: 191—201, doi:10.1002/(sici)1099-0771(200004/06)13:2<191::aid-bdm330>3.0.co;2-a, архів оригіналу (PDF) за 5 березня 2016, процитовано 28 травня 2014
- Ariely, Dan (2000), Controlling information flow: Effects on consumers' decision making and preference, Journal of Consumer Research, 27 (2): 233—248, doi:10.1086/314322
- Ariely, Dan; Wertenbroch, Klaus (2002), Procrastination, Deadlines, and Performance: Self-Control by Precommitment (PDF), Psychological Science, 13 (3): 219—224, doi:10.1111/1467-9280.00441, PMID 12009041, архів оригіналу (PDF) за 4 березня 2016, процитовано 28 травня 2014
- Heyman, James; Ariely, Dan (2004), Effort for Payment: A Tale of Two markets (PDF), Psychological Science, 15 (11): 787–793(7), doi:10.1111/j.0956-7976.2004.00757.x, PMID 15482452, архів оригіналу (PDF) за 3 листопада 2013, процитовано 28 травня 2014
- Ariely, Dan; Loewenstein, George; Prelec, Drazen (2006), Tom Sawyer and the Construction of Value (PDF), Journal of Economic Behavior & Organization, 60: 1—10, doi:10.1016/j.jebo.2004.10.003, архів оригіналу (PDF) за 21 жовтня 2012, процитовано 28 травня 2014
- Carmon, Ziv; Ariely, Dan (2000), Focusing on the Forgone: Why Value can Appear so Different to Buyers and Sellers (PDF), Journal of Consumer Research, 27: 360—370, doi:10.1086/317590, архів оригіналу (PDF) за 25 червня 2012, процитовано 28 травня 2014
- Shiv, Baba; Carmon, Ziv; Ariely, Dan (2005), Placebo Effects of Marketing Actions: Consumers May Get What They Pay For (PDF), Journal of Marketing Research, XXII: 383—393, архів оригіналу (PDF) за 23 листопада 2014, процитовано 28 травня 2014
- Mazar, Nina; Ariely, Dan (2006), Dishonesty in Everyday Life and Its Policy Implications (PDF), Journal of Public Policy & Marketing, 25 (1), архів оригіналу (PDF) за 4 травня 2015, процитовано 28 травня 2014
- Lee, Leonard; Frederick, Shane; Ariely, Dan (2006), Try it, you'll like it: The influence of expectation, consumption, and revelation on preferences for beer (PDF), Psychological Science, 17 (12): 1054—1058, doi:10.1111/j.1467-9280.2006.01829.x, архів оригіналу (PDF) за 18 липня 2013, процитовано 28 травня 2014

## Українські переклади
- Передбачувана ірраціональність / Ден Аріелі ; пер. з англ. Дзвінки Завалій. — Львів : Видавництво Старого Лева, 2018. — 296 с.[10]
- Чесно про (не)чесність / Ден Аріелі ; пер. з англ. Дзвінки Завалій. — Львів : Видавництво Старого Лева, 2019—288 с[11].
- Добре бути ірраціональними. Як мислити нелогічно та отримувати несподівані переваги / Ден Аріелі ; пер. з англ. Дзвінки Завалій. — Львів : Видавництво Старого Лева, 2021. — 352 с.[12].